# 天意 (网络剧)
《天意》（英語：Hero's Dream），2018年中国大陆古装剧，故事背景为秦至漢初时期。本剧改编自钱莉芳的同名小说《天意》，由欧豪、海铃领衔主演，优酷视频于2018年5月10日首播。

## 播出时间
| 频道     | 所在地                        | 播映日期      | 播出时间 | 备注 |
| -------- | ----------------------------- | ------------- | -------- | ---- |
| 优酷视频 | 中国大陆                      | 2018年5月10日 |          |      |
| Vidfish  | 新加坡， 马来西亚, 印度尼西亞 | 2018年12月7日 |          |      |

## 演员列表

### 主要演员
| 演員 | 角色         | 介紹 |
| 欧豪 | 韩信         | 人称战神。智勇双全，骨子里放荡不羁，内心满是凌云壮志。韩信被女羲选中，作为开展“人类计划”操控人类繁衍及权力更替的重要棋子。韩信为此作为各方权势的关键争夺之人。 |
| 海铃 | 季姜、钱小芳 | 科幻小说作家，她是被外星智慧生物选中作为推翻大秦的人选之一。后穿越时空来到公元前两百年的秦国，以季姜的身份在这里生活，并与韩信共同对抗女羲，防止历史被篡改。   |

### 其他演员
| 演員   | 角色      | 介紹 |
| 乔振宇 | 嬴政      | 秦國皇帝，此劇始皇帝經由滄海客的幫助，坐上皇帝之位，但因為自身欲望無法滿足且一生追求長生不老，遍尋滄海客不果，最後死於途中。年轻时的嬴政玉树临风，是收敛隐忍的赵国质子；到了中年时期，随着心理的阴暗变的残忍，用宝镜检验臣子对他是否忠心，横扫六国，成为千古帝王；再到最后他养生修仙的“真人”，荣耀之后，荆棘丛生，他开创帝制统一华夏。 |
| 张丹峰 | 刘邦      | 汉朝开国皇帝。扬鞭策马，挥斥方遒，赫赫西楚国，化为丘与榛。海纳百川，心胸豁达，天下英才尽纳入帐下。由于受到外星势力的影响历史有可能会被影响，刘邦与韩信携手逐鹿天下对阵楚营。 |
| 李雨轩 | 张良/子房 | 一代豪杰，汉初传奇谋士，儒雅沉稳、学识渊博，与韩信、萧何并称为“汉初三杰”。他精通黄老之道，不留恋权位，不仅智谋过人，文韬武略，还是个柔情似水的暖男。他通晓天意、智勇双全，可运筹帷帐之中，决胜于千里之外。为兄弟两肋插刀、对感情忠贞不渝。                                                                                             |
| 孙珍妮 | 天依      | 大家闺秀、温柔贤良，气质柔婉，眼波情思流转，温婉如玉，落落大方，笑颜如花绽，玉音婉流传，钟情于张良。 |
| 于济玮 | 项羽      | 西楚霸王项羽，一代英雄豪杰，统帅全军所向披靡，征战沙场总能力挽狂澜，天性争强斗胜，彰显了不可一世的霸王本色，与虞姬上演一场悲绝恋歌。 |
| 田依桐 | 虞姬      | 美貌与智慧并重、倾城无双的美人虞姬，才艺双绝，英姿飒爽、箭术无双，不仅常伴西楚霸王项羽的左右，而且能够一身戎装征战沙场，抗战杀敌。 |
| 张睿   | 荆轲      | 战国著名刺客，荆轲刺秦王，为人慷慨侠义，风萧萧兮易水寒，壮士一去兮不复还。 |
| 唐嫣   | 女羲      | 幕后BOSS，掌控着天意的幕后主宰，来自外星的物种，她自称神，凌驾于人类之上的存在，睥睨着芸芸众生。拥有人类难以揣摩理解的情感。为了达到不可告人的目的，开展了“人类计划”，她缔造了整个人类文明，却又暗怀阴谋，弹指间就可决断主角们的命运。试图通过操控人类繁衍及权力更替以找寻出能搅动天命之人。                                           |
| 米露   | 吕后      | 汉高祖刘邦的皇后，端庄典雅、雍容华贵、霸气高冷，亦温婉可人亦手段毒辣，相夫卖力，教子有成，与刘邦共定天下。前期为刘邦甄选能人异士，刘邦被女羲选定后他功于心计帮助刘邦保住地位，一心想置韩信于死地。 |
| 李感   | 蕭何      | 一代贤相萧何，汉初三杰之一，审时度势，与刘邦、韩信等人在沛县揭竿而起，共图大业，是一个文韬武略、成就大业的功臣。 |
| 陈瑾如 | 墨舞      | 墨门隐鬼的冷血刺客，胸怀丘壑的侠女，一身黑色劲装，冷艳高傲、英气逼人。她从小是被刺客组织收养的孤儿，外表美艳高冷，内心只有杀戮和任务，虽然冷血，却渴望自由与爱情，本应对人世间的人情冷暖不了解的她却发现自己对韩信产生了一种莫名的情愫。                                                                                               |
| 余戬   | 子婴      | 秦王。史称秦王子婴和秦降王子婴，也作秦三世。是為秦朝最後一位君主，出身秦國宗室，在位僅46天。其性格仁愛且節制，秦二世皇帝胡亥在位时，子婴曾就二世杀死兄弟、功臣之事向二世进谏。胡亥被弑後，中丞相趙高迎立子嬰繼位。子婴即位五天便設計謀殺趙高，族誅。                                                                                   |
| 都金翰 | 沧海客    | 女羲手下的使者，曾是原古人类的他，在同类中受尽欺负，一个偶然的机会，他遇见了女羲，被赐予了永生之法，成为人们口中“神的使者”。他见过人类最无助的样子，也见过他们的贪婪。他是嬴政口中的东海君、张良口中恩公、刘邦口中的神使。他引导人顺从神意，却没想到会遇到阻碍。                                                                       |

## 网络剧原声带
| 曲序 | 曲目             | 演唱   |
| ---- | ---------------- | ------ |
| 1.   | 天意（主题曲）   | 白举纲 |
| 2.   | 女主角（片尾曲） | 付垚   |